# Comuna Fastivți, Bahmaci
Fastivți (în ucraineană Фастівці) este o comună în raionul Bahmaci, regiunea Cernihiv, Ucraina, formată din satele Bezpecine, Fastivți (reședința), Hrușivka, Perșe Travnea, Petrovskoho și Șevcenka.

## Demografie
Componența lingvistică a comunei Fastivți
     Ucraineană (98,2%)
     Rusă (1,72%)
     Alte limbi (0,07%)
Conform recensământului din 2001, majoritatea populației comunei Fastivți era vorbitoare de ucraineană (98,2%), existând în minoritate și vorbitori de rusă (1,72%).